# ناحیه فاستر، شهرستان بیگ استون، مینه سوتا
ناحیه فاستر (به انگلیسی: Foster Township) یک منطقهٔ مسکونی در ایالات متحده آمریکا است که در شهرستان بیگ استون، مینه‌سوتا واقع شده‌است.
 ناحیه فاستر ۸۶٫۰ کیلومتر مربع مساحت و ۱۲۳ نفر جمعیت دارد و ۳۳۶ متر بالاتر از سطح دریا واقع شده‌است.